# Мотоус
Мотоус — поселок сельского типа в Зуевском районе Кировской области. Находится в 20-и км  к северо-западу от города Зуевка, практически на берегу реки Чепца.

## Климат
Климат умеренно континентальный. В округе очень много болот.

## Часовой пояс
Регион относится к Московскому часовому поясу, от Гринвича - UTC+3.

## Население
| 2010 |
| ---- |
| 119  |

| Гендерный состав |         |         |
| 2010             | мужчины | женщины |
| 119              | 54      | 65      |

В 2002 году население состояло из русских (на 97 %).

## Экономика
Население занимается сельским хозяйством, вырубкой леса, охотничьим промыслом. На данный момент в поселке отсутствуют какие бы производства, рабочих мест нет. Население работает в районных центрах.

## История
На границе 18—19 веков на территории будущего поселка обосновались выходцы из близлежащей деревни Целоусы по фамилии Мотоус. До 1917 года им принадлежали обширные территории с лугами на берегу реки Чепца. В 1943 г. в исполнении директивы Совнархоза СССР об увеличении добычи леса на этом месте был основан поселок лесозаготовителей, который так и назвали — Мотоус. Место было выбрано из-за удобства расположения у двух рек, близости железной дороги. На работу принимались жители из окрестных деревень (Целоусы, Градобои, Поджорново, Лубнята, Махни, Олени, Овечкинцы и др.), кадровая проблема так же решалась с помощью демобилизованных по ранению из армии и бывших заключённых Гулага, которые имели определенную квалификацию по лесозаготовкам. В поселке была построена дизельная электростанция, пилорама. В 1953 году население поселка значительно пополнилось квалифицированными кадрами и членами их семей, которые занимались лесозаготовкой на территории нынешнего Камского водохранилища. В это время значительно укрепилась материально-техническая и ремонтная база леспромхоза, были построены кузница,
аккумуляторная, столярка, отдел рабочего снабжения. Так же был построен клуб, который стал самым популярным местом жителей. Источник: Ю.Ф. Рубцов "История посёлка Мотоус".